# Torneo di Wimbledon 1947 - Singolare ragazze
È stata la prima edizione del torneo juniores a Wimbledon. Le partecipanti sono state divise in due gironi all'italiana da cui sono uscite vincitrici rispettivamente Geneviève Domken e Birgit Wallen. Nell'incontro per il titolo Domken ha sconfitto Wallen con il punteggio di 6–1, 6–4.

## Finale
|  | Finale           |                  |                  |   |   |  |
|  |                  |                  |                  |   |   |  |
|  | Geneviève Domken | Geneviève Domken | Geneviève Domken | 6 | 6 |  |
|  | Birgit Wallen    | Birgit Wallen    | Birgit Wallen    | 1 | 4 |  |

### Gruppo A
|  |                   | G Domken | Fery | D Holter Sorensen | M Akrivou | RR V-P | Set V-P | Game V-P | Classifica |
|  | Geneviève Domken  |          | 5–4  | 6–3               | 8–1       | 3–0    | 3–0     | 19–8     | 1          |
|  | Miss Fery         | 4–5      |      | 6–3               | 8–1       | 2–1    | 2–1     | 18–9     | 2          |
|  | D Holter Sorensen | 3–6      | 3–6  |                   | 6–3       | 1–2    | 1–2     | 12–15    | 3          |
|  | M Akrivou         | 1–8      | 1–8  | 3–6               |           | 0–4    | 0–4     | 5–22     | 4          |

### Gruppo B
|  |                | B Wallen | Voultzos | Vorenkamp | Henriksen | RR V-P | Set V-P | Game V-P | Classifica |
|  | Birgit Wallen  |          | 5–4      | 8–1       | 6–3       | 3–0    | 3–0     | 19–8     | 1          |
|  | Miss Voultzos  | 4–5      |          | 5–4       | 7–2       | 2–1    | 2–1     | 16–11    | 2          |
|  | Miss Vorenkamp | 1–8      | 4–5      |           | 4–5       | 0–3    | 0–3     | 9–18     | 4          |
|  | Miss Henriksen | 3–6      | 2–7      | 5–4       |           | 1–2    | 1–2     | 10–17    | 3          |